# Чернавчик
Черна́вчик (рос. Чернавчик) — присілок у складі Половинського округу Курганської області, Росія.
Населення — 111 осіб (2010, 141 у 2002).
Національний склад станом на 2002 рік:
- росіяни — 83 %